# Psalm 146
Dit overzicht is mogelijk incompleet; u kunt helpen door het uit te breiden.
Psalm 146 is een psalm uit het boek Psalmen in de Hebreeuwse Bijbel (in de Griekse Septuagint en de Latijnse Vulgaat Psalm 145). In het Latijn staat deze psalm bekend als Lauda anima mea Dominum.

## Interpretatie
In de Griekse vertaling van het Oude Testament staat boven de psalmen 146 tot en met 149 de mededeling dat deze psalmen van 'Haggai en Zacharia' zijn. Dat psalm 146 een lofzang is blijkt uit het woord 'halleluja' waar de psalm mee begint en mee eindigt.

## Muziek
Psalm 146 is meermaals in het Nederlands berijmd op de melodieën van het Geneefs Psalter (Psalmberijming van 1773, berijming van 1967, De Nieuwe Psalmberijming). In de zangbundel van Johannes de Heer zijn enkele strofen van psalm 146 opgenomen uit de berijming van 1773 (gezang 446). Hierbij wordt niet de Geneefse melodie gebruikt, maar de melodie van Hendrik Jan van Lummel.
Psalm 146 werd geparafraseerd in de hymne "Du meine Seele singe" Paul Gerhardt, gepubliceerd in 1667 met een melodie van Johann Georg Ebeling. In vertaling van Ad den Besten is het lied opgenomen als "Laat ons nu vrolijk zingen!". Deze vertaling is te vinden in enkele Nederlandse liedbundels.
Johann Sebastian Bach baseerde een vroege kerkcantate "Lobe den Herrn, meine Seele", BWV 143 (Prijs de Heer, mijn ziel), op verzen uit deze psalm.
1 · 2 · 3 · 4 · 5 · 6 · 7 · 8 · 9 · 10 · 11 · 12 · 13 · 14 · 15 · 16 · 17 · 18 · 19 · 20 · 21 · 22 · 23 · 24 · 25 · 26 · 27 · 28 · 29 · 30 · 31 · 32 · 33 · 34 · 35 · 36 · 37 · 38 · 39 · 40 · 41 · 42 · 43 · 44 · 45 · 46 · 47 · 48 · 49 · 50 · 51 · 52 · 53 · 54 · 55 · 56 · 57 · 58 · 59 · 60 · 61 · 62 · 63 · 64 · 65 · 66 · 67 · 68 · 69 · 70 · 71 · 72 · 73 · 74 · 75 · 76 · 77 · 78 · 79 · 80 · 81 · 82 · 83 · 84 · 85 · 86 · 87 · 88 · 89 · 90 · 91 · 92 · 93 · 94 · 95 · 96 · 97 · 98 · 99 · 100 · 101 · 102 · 103 · 104 · 105 · 106 · 107 · 108 · 109 · 110 · 111 · 112 · 113 · 114 · 115 · 116 · 117 · 118 · 119 · 120 · 121 · 122 · 123 · 124 · 125 · 126 · 127 · 128 · 129 · 130 · 131 · 132 · 133 · 134 · 135 · 136 · 137 · 138 · 139 · 140 · 141 · 142 · 143 · 144 · 145 · 146 · 147 · 148 · 149 · 150 · 151